# Baixos Can Vert
Els Baixos Can Vert és una obra de Ripoll protegida com a Bé Cultural d'Interès Local.

## Descripció
Es tracta d'una única obertura. Es tracta d'un arc lobulat sostingut per uns brancals formats per carreus de pedra treballats. Les pedres laterals estan molt desgastades, fet que dificulta distingir les sanefes amb què estan decorades.